# Филиппов, Иван Филиппович (шахтёр)
Иван Филиппович Филиппов (14 декабря 1908 — 4 сентября 1974) — забойщик шахты имени Артёма треста «Дзержинскуголь», Герой Социалистического Труда.

## Биография
Родился 14 декабря 1908 года в деревне Смаковка Льговского района Курской области в крестьянской семье. Русский. По окончании семилетки работал в колхозе, освоил профессию тракториста.
Осенью 1928 года призван в армию. Службу проходил на кораблях Балтийского флота. После демобилизации, откликнувшись на призыв «Молодёжь — на шахты Донбасса!», приехал в Донецкую область.
Группу демобилизованных балтийцев-добровольцев направили на комбинат «Сталинуголь» и распределили по угольным трестам. Иван Филиппов был направлен в город Дзержинск на шахту имени Артема. В те годы на шахтах, разрабатывающих угольные пласты крутого падения (50-70°), основным инструментом для отбойки угля в забоях применялись обушки. Уже к концу первой недели обучения Иван стал выполнять сменную норму забойщика по выемке (крепление за ним производил бригадир), а ещё через неделю — полный объём сменной нормы и вскоре сдал экзамен на самостоятельную работу.
Внимательность, старательность и ответственность за выполнение сменных заданий по объёму и качеству способствовали быстрому росту мастерства молодого забойщика, Филиппов стал выполнять ежесменно по две, а иногда и более норм выработки. В 1934 году первым на шахте освоил пневматический отбойный молоток, производительность его труда выросла в три раза.
Включившись в стахановское движение, Иван Филиппов с напарником Петр Овсянников в паре решили пойти на личный рекорд. Вскоре в лаве на пласте «Солёный», мощность которого 70 сантиметров, в очистном забое длиной 130 метров вырубили полоску шириной 0,9 метра, добыча за смену составила 140 тонн, это норма выработки 15 забойщиков. В последующем Иван Филиппов ежесменно выполняет норму на 250—300 процентов.
В сентябре 1941 года Иван Филиппов ушёл на фронт. В составе частей морской пехоты он сражался с врагом под Москвой, участвовал в прорыве блокады Ленинграда, был дважды ранен, награждён орденом Славы и многими медалями.
После Победы был уволен в запас, в октябре 1945 года возвратился в город Дзержинск. На родной шахте велись восстановительные работы и Филиппов включился в трудовой ритм шахты. В ноябре того же года по его инициативе была сформирована молодёжная бригада забойщиков. В следующем году бригада работала в учебной лаве на пласте «Каменка». Под руководством Филиппова один за одним подопечные, освоив профессию углеруба, переходили на самостоятельную работу, обеспечивая выполнение сменных норм. С апреля 1946 года участку «Каменка-восток горизонт 200 метров» был установлен план, с которым молодёжная бригада успешно справлялась.
Во второй послевоенной пятилетке бригада забойщиков под руководством Ивана Филиппова имела наилучшие показатели, на сверхплановом счету тысячи тонн угля.
Указом Президиума Верховного Совета СССР от 26 апреля 1957 года за выдающиеся успехи, достигнутые в деле развития угольной промышленности в годы пятой пятилетки и в 1956 году Филиппову Ивану Филипповичу присвоено звание Героя Социалистического Труда с вручением ордена Ленина и золотой медали «Серп и Молот».
Более 30 лет прославленный горняк отдал своей родной шахте имени Артёма, обучил забойщицкому мастерству десятки молодых парней, двое из его учеников впоследствии также удостоены звания Героев Социалистического труда — Николай Кузьменко и Павел Лисняк.
Жил в городе Дзержинске. Скончался 4 сентября 1974 года. Похоронен на кладбище города Артёмово Дзержинского горсовета Донецкой области.
Награждён орденами Ленина, Славы 3-й степени, медалями.